# Victor Săhleanu
Victor Aurelian Săhleanu (n. 1 februarie 1924, Gura Humorului – d. 26 august 1997, București) a fost o personalitate plurivalentă a culturii românești. Activitatea sa multiplă (endocrinolog, antropolog, filozof, matematician, biofizician, poet, eseist) desfășurată pe parcursul a peste cinci decenii, a pus bazele abordării multidisciplinare în știința României de după cel de-al Doilea Război Mondial.

## Biografie

### Copilăria și adolescența
Victor Aurelian Săhleanu s-a născut sub semnul Vărsătorului la Gura Humorului, jud.Suceava. Familia Săhlenilor e originară din Maramureș, satul Cuhea (din 1968 numit Bogdan Vodă).
Numele Săhlean provine de la cuvântul “sâhlă” care înseamnă „pâlc de pădure”.
Săhlenii s-au strămutat în Moldova în secolul al XIV-lea traversând pasul Prislop însoțindu-l pe voievodul Bogdan I și s-au stabilit în partea de sud a Bucovinei.
În secolul al XVII-lea un Săhlean a fost primar al Sucevei.
Tatăl său, Emil Săhleanu, era profesor, licențiat în matematică, doctor în științe biologice, histolog și paleontolog - și preda matematica, fizica, chimia.
Cânta la vioară și la pian și avea o bibliotecă impresionantă și poseda o amplă colecție de discuri cu muzică clasică.
Mama sa, Victoria Săhleanu (născută Ignătescu), descindea din patru generații succesive de preoți (bunicul lui Victor a fost preot la Mitocul Dragomirnei, lângî Suceava). Victor a crescut alături de fratele Alexandru și sora Melita (copii din prima căsătorie a tatălui său). Copil plin de curiozitate, era filatelist, ‘’se exersa” la pian (între 6 și 16 ani), visa răsfoind atlasele geografice, învăța istoria după manualele lui D.D. Pătrașcanu, citea Jules Verne, Karl May și Nicolae Iorga. În 1934 e înrolat la liceul “Dragoș Vodă” din Câmpulung Moldovenesc.

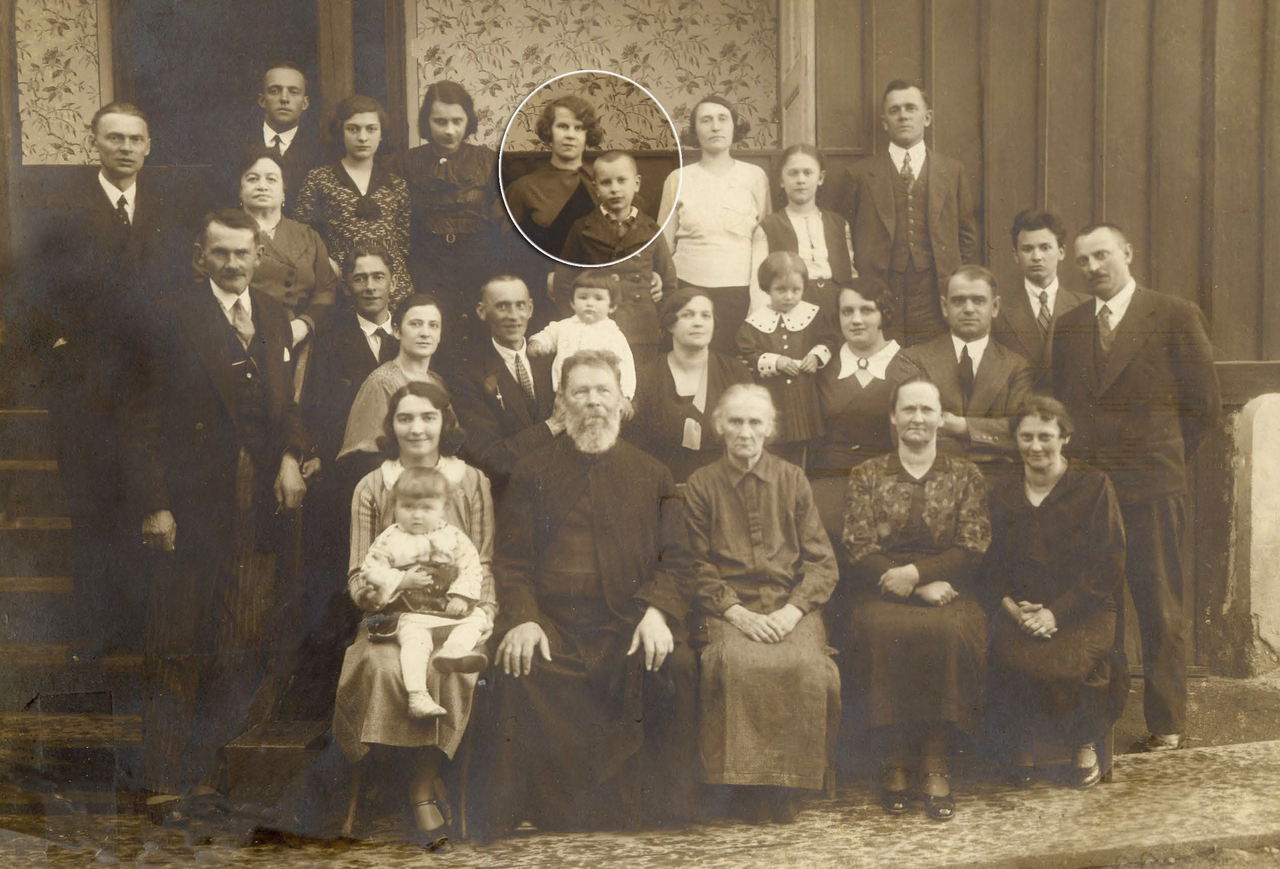
Cu mama sa, Victoria, la o reuniune de familie în 1935

După moartea prematură a tatălui sau (1939), când Victor avea doar 15 ani, familia  a trecut printr-o perioadă dificilă financiar, România fiind foarte afectată de criza economică mondială. A continuat la liceul „Aron Pumnul” din Cernăuți, unde și-a luat bacalaureatul absolvind ca șef de promoție. În paralel cu continuarea studiilor, adolescentul a contribuit financiar dând meditații elevilor de liceu, unii chiar din clase mai mari.  
În liceu începe să țină un jurnal zilnic, pe care îl va continua toată viața - la moartea sa jurnalul cuprinzând peste 25.000 de pagini.

### Studii

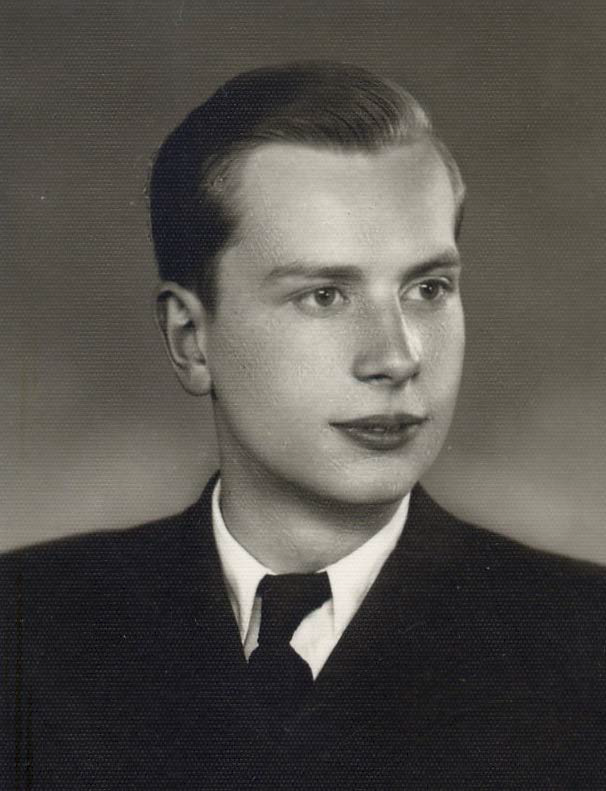
Valedictorian la "Aron Pumnul", Liceul de la Cernăuți.

În 1942 Victor Săhleanu începe cursurile Facultății de Medicină „Carol Davila” din București.
Încă din anii studenției, este extern al unor spitale din București, preparator de microscopie al prof. E. Crăciun, de la catedra de anatomie patologică la Catedra de Anatomie Patologică (1946), intern prin concurs la Institutul de Endocrinologie (1948).
În paralel, urmează cursuri la Facultatea de Filosofie (1945-1946).
Termină Facultatea de Medicină ca șef de promoție (1949) și devine Doctor în Medicină și Chirurgie cu teza (240 de pagini)  „Considerații asupra medicinii terenului”.
În 1954, se înscrie la Facultatea de Fizică-Matematică a Universității din București, (examen și diplomă de absolvire 1961).
La Facultatea de Medicină o întâlnește pe Zoe Rusiu, studentă la pediatrie, colegă de an.

### Familie

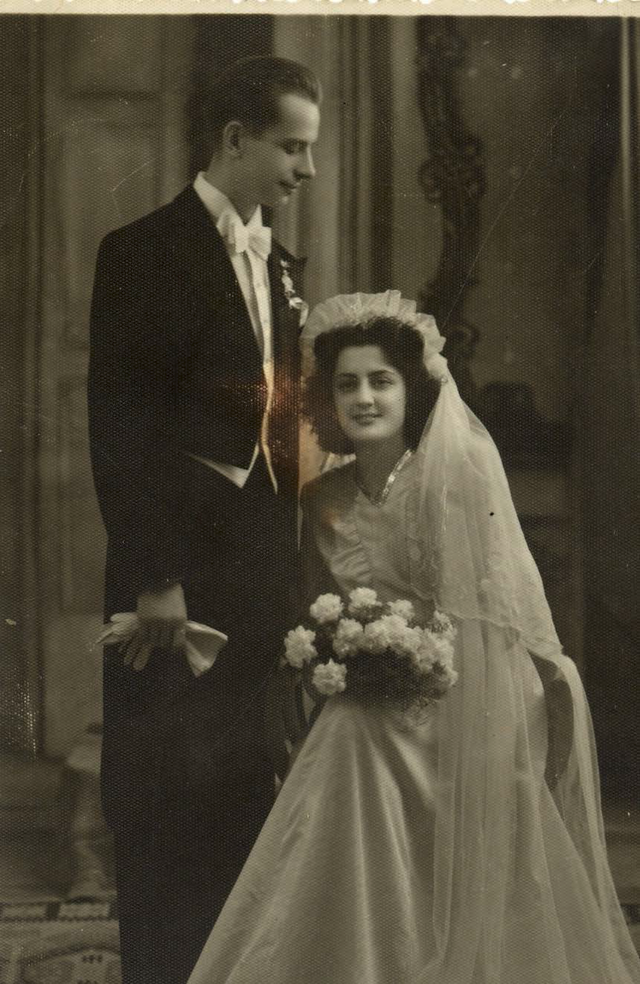
Cu soția, Zoe, in ziua nunții lor, în 1948

La Școala de Medicină a cunoscut-o pe Zoe Rusiu, studentă de pediatrie și colegă, cu care s-a căsătorit după o relație de cinci ani (căsătoria civilă în iulie 1948, urmată de o nuntă religioasă la Catedrala Sfântul Petru și Pavel din Ploiești). Primul lor fiu, Adrian George, s-a născut în 1951, urmat în 1955 de Valentin Victor. Familia a avut o dinamică complexă și, uneori tensionată, datorită angajamentelor profesionale intense și neobosite ale omului de știință.

### Activitatea științifică
În specialitatea de endocrinologie va lucra 17 ani, înființând la Institutul de Endocrinologie primul Laborator de Morfologie. Cariera sa include statute cu valori ierarhice ascendente, străbătute rând pe rând asistent, cercetător științific, cercetător științific principal la Institutul de Endocrinologie, colaborator al lui C.I. Parhon și acad. Ștefan Milcu.
Din 1950 este referent științific în Colectivul de Antropologie, o secție a institutului creată de dr. I. Rainer și viitorul Centru de Cercetări Antropologice al Academiei Române). Critic competent și neobosit al climatului științific (dominat în anii ‘50-’60 de o atitudine servilă pro-sovietică) îi creează adesea dificultăți. În 1965, obține titlul de Doctor Docent; în același an prin transfer devine șef de Sector și al Secției sociale, la Institutul de Geriatrie (1965 - 1969) unde colaborează cu fondatoarea geriatriei românești, Ana Aslan. La invitația acad. Eugen A. Pora predă la Universitatea „Babeș-Bolyai” din Cluj cursuri de biofizică și biomatematică (1963-1969) în calitate de conferențiar.

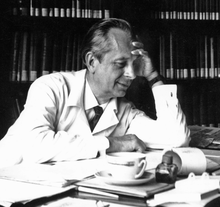
În biroul său de la Centrul Academiei Române pentru Cercetări Antropologice

În 1969 este numit director adjunct la Centrul de Cercetări Antropologice al Academiei Române (condus de prof. Olga Nekrasov). 
Deși este foarte cunoscut și apreciat în general, este privit cu neîncredere în cercurile științifice românești din cauza refuzului sau de a se „specializa” îngust într-un domeniu specific.
La această neîncredere contribuie și interesul arătat pentru studierea unor domenii complet ignorate sau marginalizate de oamenii de știință din România cum ar fi homeopatia și parapshihologia. În 1974 preia conducerea Centrului și promovează schimbări menite să îl transforme Într-un „institut pentru studiul complex, multidisciplinar al Omului” - ecou al întâlnirii sale în perioada formativă a tinereții (1938) cu volumul lui Alexis Carrel, laureat al premiului Nobel, (1912) “L’homme - cet inconnu” (“Omul ființă necunoscută”). Este ales membru al Academiei de Științe Medicale, și devine membru fondator al Societății Medicilor Scriitori și Publiciști din România.
Alexandru Ofrim consideră că Săhleanu a scris maculatură comunistă care combătea plăcerile erotice.

### Dosarele Securității și Meditația Transcedentală
Începând cu anii 1950, Victor Săhleanu (nume conspirativ “Saveanu Elian”, dosarul Nr. 2584) intră sub supravegherea organelor de securitate, suspectat de a fi fost membru al Tineretului Național-Țărănist. Activitatea de supraveghere continuă pe tot parcursul vieții profesionale și personale. Rapoartele informatorilor (unii recrutați chiar din rândul membrilor apropiați ai familiei) duc la interzicerea permanentă de a călători în străinătate și autorizarea unor măsuri extinse de urmărire: interceptarea corespondenței, convorbirilor telefonice, etc.
În 1980 este numit într-o comisie de cercetare și analiză pentru expertizarea tehnicii de relaxare neuro-psihică „Meditația Transcendentală”, pe care Ceaușescu se gândise s-o introducă în România în scopul de a crește productivitatea muncitorilor. Răspândirea rapidă a interesului pentru MT în intelectualitatea românească generează suspiciuni în conducerea Securității. Listele lor, reunind peste 400 practicanți, cuprind, alături de Prof. Victor Săhleanu (la nr. 96), un număr semnificativ de personalități culturale: Acad. Ștefan Milcu, Andrei Pleșu, Octavian Paler, Adrian Păunescu, Aurora Liiceanu, Marin Sorescu, Gheorghe Zamfir, sculptorul Ovidiu Maitec, pictorul Sorin Dumitrescu, profesorul de filozofie Mihai Șora, ș.a. Speriat de posibilitatea creării unei rețele subversive ostilă regimului comunist, Ceaușescu decide ca toți cei care au avut contact cu MT (cercetători, artiști, scriitori, ingineri, medici, etc.) să fie trimiși „la munca de jos, în producție”. În 1982, Victor Săhleanu este dat afară din funcția de conducere a Centrului de Antropologie și repartizat ca medic de circumscripție la Policlinica Titan. Este exclus din viața științifică românească, numele său nu mai poate apărea nicăieri, iar cărțile scrise și publicate sunt scoase din rafturile bibliotecilor. În anul 1984 se pensionează la cerere.

### Activitatea după 1989
După căderea regimului comunist a lui Ceaușescu (decembrie 1989) revine în publicistică, îndeosebi la săptămânalul Viața Medicală, unde contribuie cu rubrica „Medicina, în alt fel”.
La 1 februarie 1990 este reintegrat ca director la Centrul de Cercetări Antropologice al Academiei Române, prin decret guvernamental. În decembrie 1989, înființează împreună cu scriitorul Toma George Maiorescu, Mișcarea Ecologică din România. Continuând efortului de a crea „singurul Institut de Antropologie cu o cuprindere atât de largă, pe plan mondial”, colaborează și coordonează o perspectivă antropologică cu viziune largă, colaborând cu biologi, medici, anatomiști, anatomopatologi, endocrinologi, psihologi, psihanaliști, sociologi, etnografi, etnologi, istorici, lingviști, biochimiști, fizicieni, biofizicieni, statisticieni, informaticieni, filosofi, specialiști în arte plastice, etc.). În paralel cu activitatea științifică și publicistică, predă cursuri post-universitare de antropologie (pentru studenții francofoni) la Centrul Demografic al ONU-București.
Călătorește în străinătate, în Franța unde i se acordă un titlu onorific și în SUA, la Boston, unde Adrian și Valentin sunt stabiliți din 1985. În conversațiile avute cu ei refuză ideea de a părăsi România și a se stabili în străinătate, afirmându-și apartenența la cultura româneasca „de care este legat cu un număr enorm de cordoane ombilicale”.
În august 1997 suferă o hemoragie cerebrală în urma căreia se stinge din viață în ziua de 26 august 1997.

## Activitate publicistică
Își începe  foarte timpuriu activitatea publicistică, colaborând din liceu la ziare și la presa literară (prima sa colaborare (la 14 ani) în 1937, cu „Oameni sălbăticiți”, la Ziarul științelor și al călătoriilor, apoi la cotidianul Suceava). Până la încetarea sa din viață a colaborat la peste 100 publicații și 70 volume colective (Între care și „Istoria medicinii universale”, 1969). Dincolo de cărți, lista activității în spațiul cultural românesc cuprinde peste 2.700 titluri de comunicări științifice, studii, articole, eseuri, recenzii, conferințe, prelegeri, emisiuni la radio și televiziune etc. (cu peste 200 de colaboratori și coautori).

### Volume personale
- Metode matematice în cercetarea medico-biologică (1957);
- Chimia, fizica și matematica vieții (1965);[3]
- Biofizica  (1966);[4]
- Etica cercetării științifice (1967);
- Omul și sexualitatea (1967) (cu traducere în maghiară și germană);
- Omul și îmbătrânirea (1971);
- Viitorul omului și viitorul antropologiei (1971);
- Nobila aventură a științei (1971);[5]
- Arta rece și știința fierbinte (1972);[6]
- Știința și filosofia informației (1972);[7]
- Concepții despre om în medicina contemporană (1976);
- Omul și alimentația (1977);
- Dela magie la experimentul științific (1978);
- O introducere în metamedicină (1979)
- Protecția mediului înconjurător și educația ecologică (1989);
- De la omul necunoscut la omul cognoscibil (1996)[8]

Volume în colaborare
- Probleme de sexologie masculină (1958);
- Fiziopatologia experimentală a glandei tiroide (1963);[9][10]
- Hormonii și patologia cardio-vasculară (1966);
- Introducere în biofizică (1967);[11]
- Introducere în gerontologie (1969);[12]
- Introducere critică în psihanaliză (1972);
- Vita sexualis  (1972);[13]
- Atlasul Antropologie al zonei Bran (1973);
- Biologie umană, 2 ediții (1972, 1974);
- Atlasul antroponimic al zonei Porțile de Fier (1974);
- Psihologia profesiunii medicale (1973);
- Mică enciclopedie de Biologie și Medicină (1976);[14]
- Introducere critică în parafizică și parapsihologie (1979);
- Premiile Nobel în știința de azi (1982);
- Elemente de psihologie medicală (1983);
- Număr, viață, rezonanță (1985);

Volume de poezie
- Poem didactic (1970, reeditat 1971);
- Marea și dragostea (1977);
- Câteva cuvinte (poezii) 1977);[15]
- Poeme într’un vers (1995);
- Cosmos Uman (2009)[16]